# Kyle Snyder
Pour les articles homonymes, voir Snyder.
Kyle Snyder est un lutteur américain né le 20 novembre 1995 à Woodbine (en) dans le Maryland. Évoluant dans la catégorie des moins de 97 kg, il remporte le championnat du monde et les Jeux panaméricains en 2015 avant de devenir champion olympique aux Jeux olympiques de Rio en 2016.

## Biographie

### Carrière

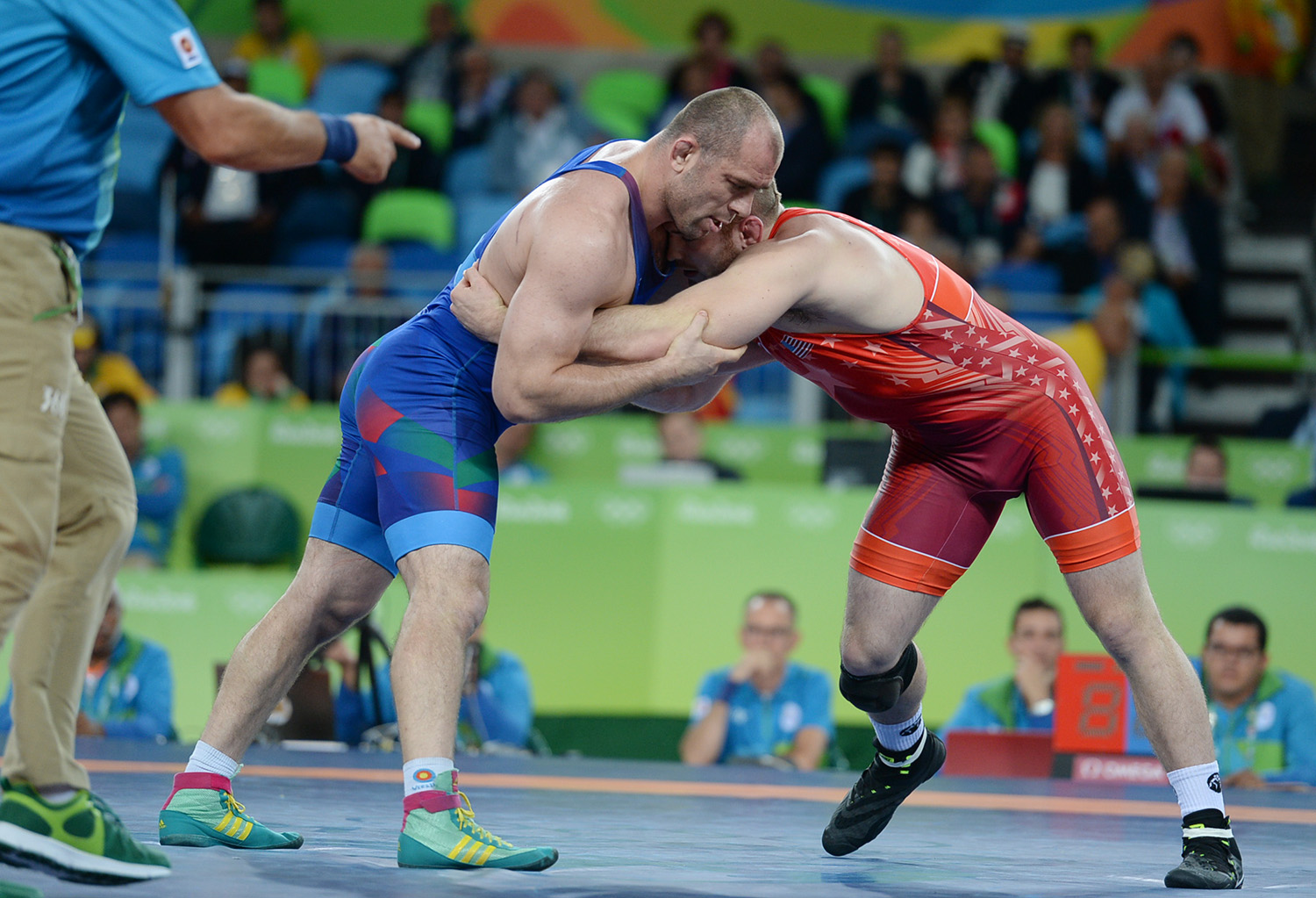
Kyle Snyder (en rouge) lors de la finale olympique.

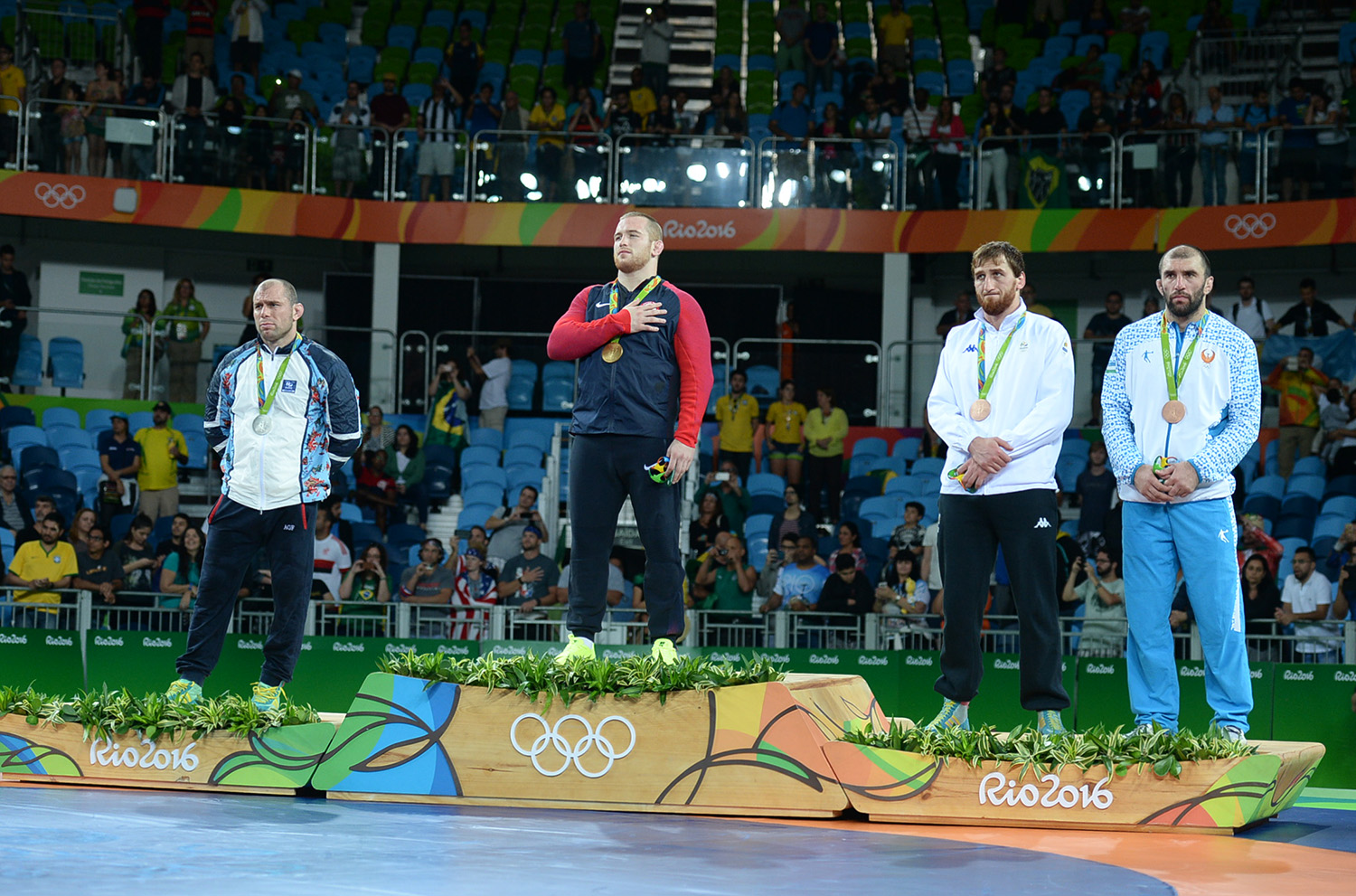
Kyle Snyder sur la plus haute marche du podium olympique en 2016.

Dans sa première année avec les Buckeyes d'Ohio State, Kyle Snyder ne remporte ni le titre de la conférence Big Ten ou le titre universitaire de la NCAA. Il se révèle lors des Championnats du monde de lutte 2015 qu'il remporte, battant le record de précocité pour un lutteur américain,,. Tacticien, précis, sa technique en fait l'un des meilleurs lutteurs du monde.
Pour que sa famille l'accompagne aux Jeux olympiques d'été de 2016, il lance une cagnotte en ligne. À seulement 20 ans, il domine le tournoi olympique, remontant un retard de quatre points contre Elizbar Odikadze (en) en demi-finale avant de conclure en battant Khetag Goziumov — contre qui il a perdu trois fois auparavant — sur le score de 2 à 1,. Il devient alors le plus jeune lutteur américain à remporter un titre olympique.
Après les Jeux olympiques, il retourne à l'université où il trouve un rival de taille en Adam Coon (en) de l'université du Michigan, le seul à l'avoir battu en février 2018,. Il retrouve Coon en finale et le bat par un tombé en fin de rencontre pour remporter son troisième titre NCAA consécutif. En avril, il contribue au premier sacre américain depuis 2003 à la Coupe du monde de lutte en terminant la compétition invaincu.
En finale des championnats du monde de lutte 2018, organisés à Budapest en Hongrie, Snyder est battu en un peu plus d'une minute par le Russe Abdulrashid Sadulaev dans une finale attendue. Cette défaite est le premier revers de l'Américain sur la scène internationale.

### Vie privée
Kyle Snyder est marié à l'ancienne joueuse de football de Syracuse, Maddie Pack Snyder.

## Affaires judiciaires
Le 9 mai 2025, Kyle Snyder a été arrêté dans un hôtel dans le cadre d'une opération d'infiltration de prostitution à Columbus, dans l'Ohio. Il a été libéré le même jour et sa comparution devant le tribunal est prévue pour le 19 mai 2025.

## Palmarès
Jeux olympiques
- Médaille d'or en lutte libre dans la catégorie des moins de 97 kg aux Jeux olympiques d'été de 2016 à Rio de Janeiro, Brésil.

Championnats du monde
- Médaille d'or en lutte libre dans la catégorie des moins de 97 kg en 2015 à Las Vegas, États-Unis.
- Médaille d'or en lutte libre dans la catégorie des moins de 97 kg en 2017 à Paris, France.
- Médaille d'argent en lutte libre dans la catégorie des moins de 97 kg en 2018 à Budapest, Hongrie.

Championnats panaméricains
- Médaille d'or en lutte libre dans la catégorie des moins de 97 kg en 2015 à Santiago, Chili.

Jeux panaméricains
- Médaille d'or en lutte libre dans la catégorie des moins de 97 kg en 2015 à Toronto, Canada.